# Скіпче
Скіпче (до 2015 року — Скипче) — село в Україні, у Городоцькій міській територіальній громаді Хмельницького району Хмельницької області. Населення становить 478 осіб.

## Географія
Село розташоване серед лісів на обох берегах річки Яромирки, за 18 км від центру громади — міста Городок і залізничної станції Вікторія, та за 72 км від обласного центру — міста Хмельницький.

## Герб та прапор
Затверджені 3 листопада 2017 р. рішенням № 2-16/2017 сесії сільської ради. Автор — П. Б. Войталюк.
Щит поділений срібною пониженою балкою. У першій лазуровій частині розходяться сім золотих гілочок верби з срібними бруньками, середня коротша в стовп, над якою золоте сонце з шістнадцятьма променями. Друга червона частина мурована сріблом. Щит вписаний у декоративний картуш і увінчаний золотою сільською короною. Унизу картуша напис «СКІПЧЕ» і дата «1493».
Верба — символ весняного пробудження; окрім того, один із присілків зветься Вербична. Срібна балка — символ річки Яромирки. Мурована частина означає виробництво цегли.

## Історія

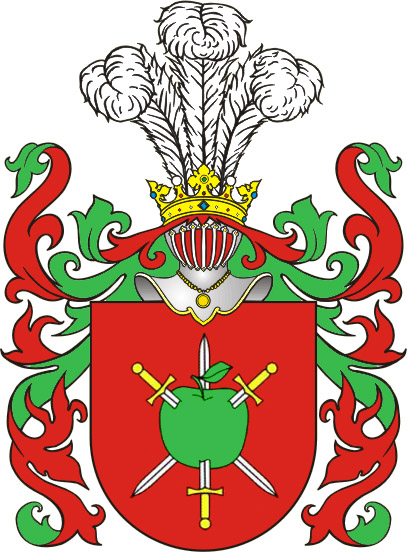
Родовий герб Гербуртів

Назва села (Skyepcze) вперше у документах зустрічається в 1493 році у «Реєстрі димів Подільського воєводства». Сучасні лінгвісти вважають, що ця назва пов'язана зі словом «скіпець» — діалектна назва ями завглибшки в одну лопату. Однак історик, археолог і культурно-громадський діяч Поділля Юхим Сіцінський в свій час припускав, що назва села пішла від слова «скит» і раніше воно, ніби-то, називалось «Скитче» і, ніби-то, за народним повір'ям, скит або монастир, якому належало це село або урочище, знаходився неподалік на горі, в лісі, над річкою Смотрич. Однак, варто відзначити, що ця версія назви села не зустрічається ні на стародавніх мапах, ні в існуючих історичних документах.
В документі за 1526 рік мова йде про власницю сіл Купина, Олексинця та Скіпче, яка вела переговори про продаж своїх маєтків разом із селянами, але в останній момент відмовилась від своїх намірів.

Родовий герб Чарторийських

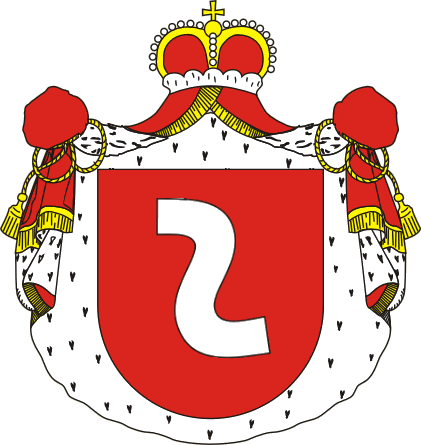
Родовий герб Любомирських

Герб Тадеуша Грабянки

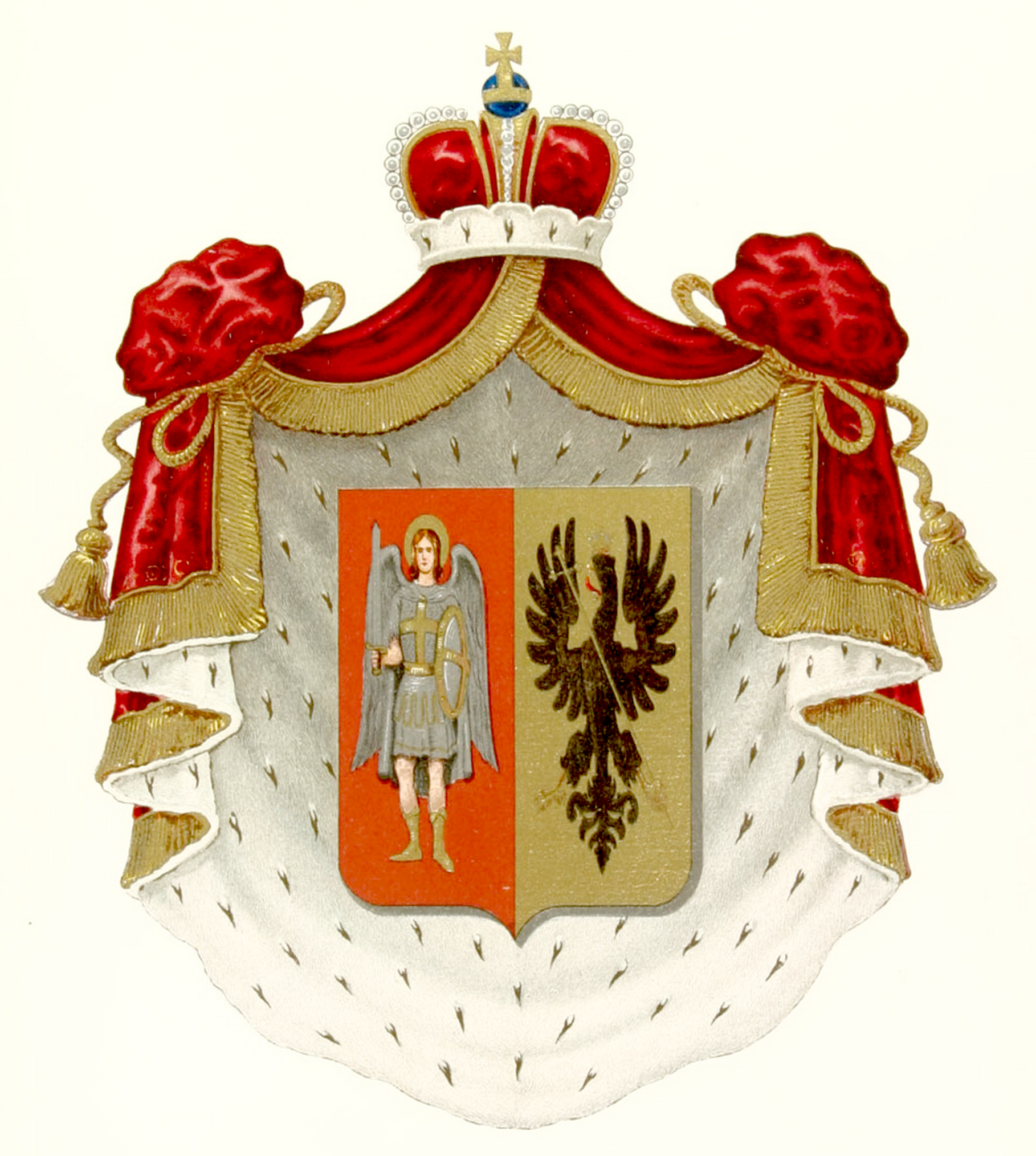
Родовий герб Мишецьких

У 1565 році село належало Гербурту і спадкоємцям Свірча.
У 1583 році приєднане до Городка.
У XVIII ст. Скіпче належало: в 1734 р. Старжинським, в середині століття князю Чорторийському, потім — Любомирським.
З 1771 року у володінні Терези Стадницької (Грабянки), доньки Станіслава Стадницького, яка отримала Скіпче, а також села Остапківці, Сирватинці, Кремінна, Новосілки, Лісоводи і містечко Купин як посаг вийшовши заміж за Тадеуша Грабянку.
Потім у володінні барона Гейсмара.
В кінці ХІХ ст. Скіпче і Слобідка Скіпецька належали князю Петру Мишецькому, а Скіпецький хутір — Ритаровському. В цей час в селі рахувалось 244 двори і 1425 жителів.
Найдавнішою мапою на якій позначено село є мапа Поділля, орієнтовно 1660 року, що була створена на базі мапи Ґійома де Боплана, видана в Амстердамі видавничою фірмою Covens & Mortier, там ми бачимо назву Sekipcza.

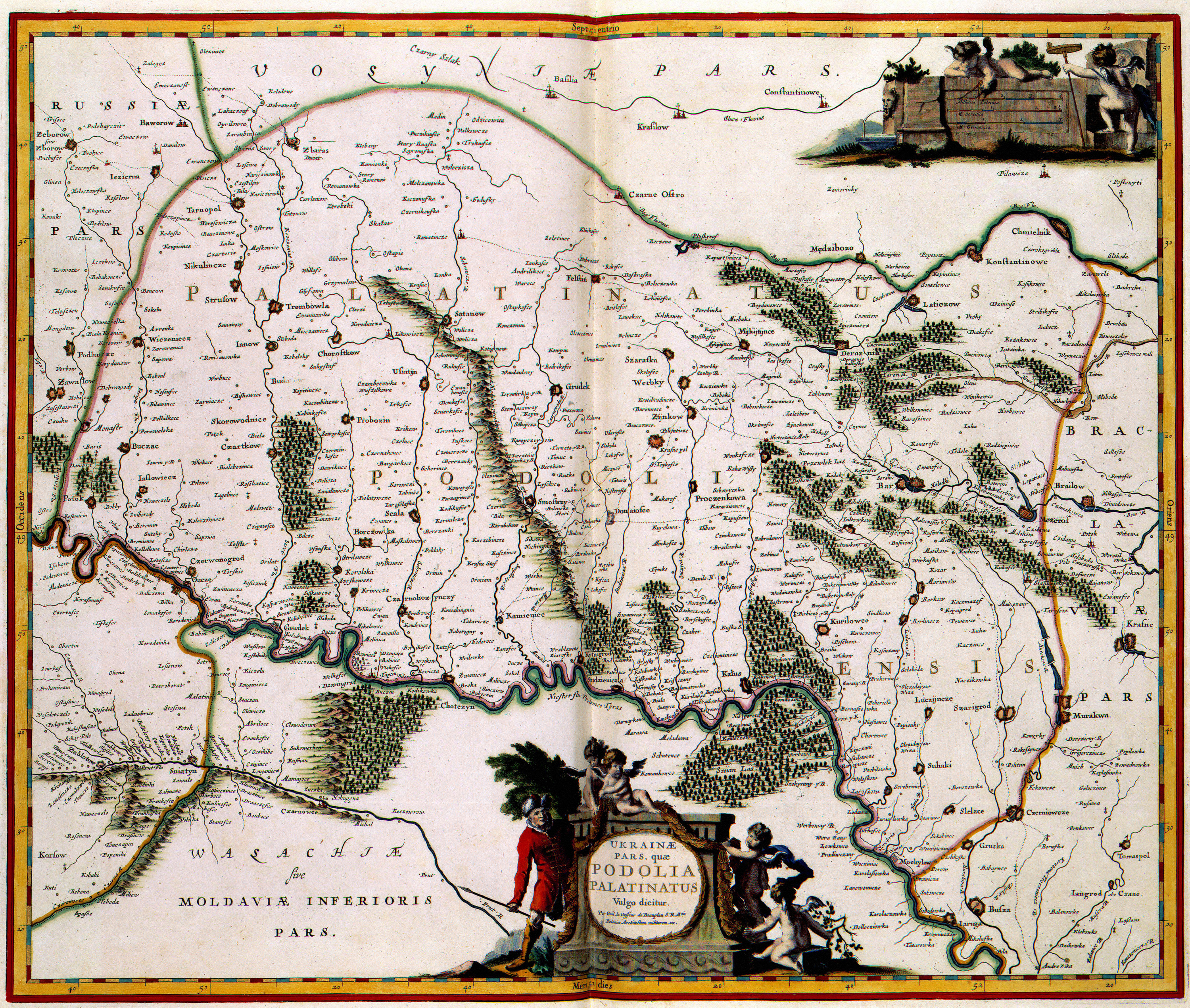
Землі Українські, Поділля, 1660рік

Також назву села можна зустріти і на мапах різних країн більш пізнього періоду, а саме: австро-угорських кінця ХІХст.[недоступне посилання з липня 2019], німецьких часів І-ї світової війни[недоступне посилання з липня 2019](Skipcza), російських кінця ХІХст. [Архівовано 8 серпня 2014 у Wayback Machine.](Скипча), та американських військових мапах[недоступне посилання з липня 2019] часів ІІ-ї світової війни (Skipcha).

### Адміністративно-територіальна приналежність
1493—1793 рр. — у складі Подільського воєводства Польського Королівства (1434–1569) та Речі Посполитої (1569–1793).
1672—1699 рр. — у складі Османської імперії, Подільського еялету, Кам'янецького санджаку.
1793—1917 рр. — у складі Російської імперії.
7 (20) листопада 1917 року, відповідно до Третього Універсалу Української Центральної Ради, увійшло до складу Української Народної Республіки.
— З 1.05.1795 р. у Подільському намісництві. 
— З 12.12.1796 р. у Подільській губернії, Кам'янецький повіт, Купинська волость.
22.01.1918—1920 рр. — на території Української Народної республіки та Української Держави.
1920-30.12.1922 рр. — в УСРР.
30.12.1922-24.08.1991 рр. — у складі УРСР СРСР.
— 07.03.1923 р. — Купинський район Кам'янецької округи Подільської губернії.
— 03.06.1925 р. — Купинський район Кам'янецької округи.
— 13.06.1930 р. — Купинський район Проскурівської округи.
— 02.09.1930 р. — Купинський район УСРР.
— 03.02.1931 р. — Смотрицький район УСРР.
— 09.02.1932 р. — Смотрицький район Вінницької області.
— 04.05.1935 р. — Смотрицький район Кам'янецького прикордонного округу Вінницької області.
— 22.09.1937 р. — Смотрицький район Кам'янець-Подільської (з 4.02.1954 р. Хмельницької) області.
01.09.1941 — 10.11.1944 рр. — Смотрицька управа, Кам'янець-Подільський ґебітскомісаріат, генеральна округа «Волинь-Поділля», Райхскомісаріат Україна.
— 05.02.1965 Указом Президії Верховної Ради Української РСР передано Скипченську сільраду Чемеровецького району до складу Городоцького району Хмельницької області.
24.08.1991 р. — Україна, Хмельницька область, Городоцький район.

## Сьогодення
Село Скіпче до 2017 року належало до Скіпченської сільської ради. В селі рахується 268 дворів, 685 жителів.
Загальна площа — 335,3 га.
Орної землі — 1858,7га.
12 червня 2020 року, відповідно до розпорядження Кабінету Міністрів України № 727-р «Про визначення адміністративних центрів та затвердження територій територіальних громад Хмельницької області», увійшло до складу Городоцької міської громади.
19 липня 2020 року, в результаті адміністративно-територіальної реформи та ліквідації Городоцького району, увійшло до складу новоутвореного Хмельницького району.
На території села Скіпче є ЗОШ І-ІІ ступенів, ФАП, будинок культури, бібліотека, три торгові точки, православна Хрестовоздвиженська церква, церква Євангельських християн-баптистів.
294 жителі села, що брали участь в німецько-радянській війні на боці СРСР, отримали радянські нагороди.

## Минувшина
На території села виявлено знаряддя праці Буго-Дністровської культури — доби неоліту (V тисячоліття до н. е.) з міді та бронзи, кургани скіфських часів (VI—V ст. до н. е.), поселення черняхівської культури та городище давньоруських часів.

## Населення

### Мова
Розподіл населення за рідною мовою за даними перепису 2001 року:
| Мова       | Кількість | Відсоток |
| ---------- | --------- | -------- |
| українська | 679       | 99.12%   |
| російська  | 6         | 0.88%    |
| Усього     | 685       | 100%     |

## Відомі люди
У селі народилися: Чайка Валентин Васильович (р.н. 1953) — генерал-лейтенант, депутат Державної Думи Російської Федерації третього (1999—2003 рр.), четвертого (2003—2007 рр.), п'ятого (2007—2011 рр.) та шостого (з 2012 р.) скликань.
Гонтар Олександр Миколайович (р.н. 1961) — дипломат Російської Федерації в Латинській Америці.
Трембіцький Анатолій Михайлович, народився 15 квітня 1955 року. Доктор історичних наук (2020), старший науковий співробітник . Член багатьох наукових товариств, у тому числі Наукового товариства ім. Шевченка у Львові та Національної спілки краєзнавців України, Почесний краєзнавець України, кавалер Ордена Святого Рівноапостольного князя Володимира Великого ІІІ-го ступеня. Автор майже 700 наукових праць з історії України, біографістики, біобібліографії, просопографії, історії друкарства, лірництва і кобзарства, народознавства, етнографії, історичної регіоналістики, мистецтвознавства, музеєзнавства, літературознавства, комерційного права та історії філософії.

## Світлини

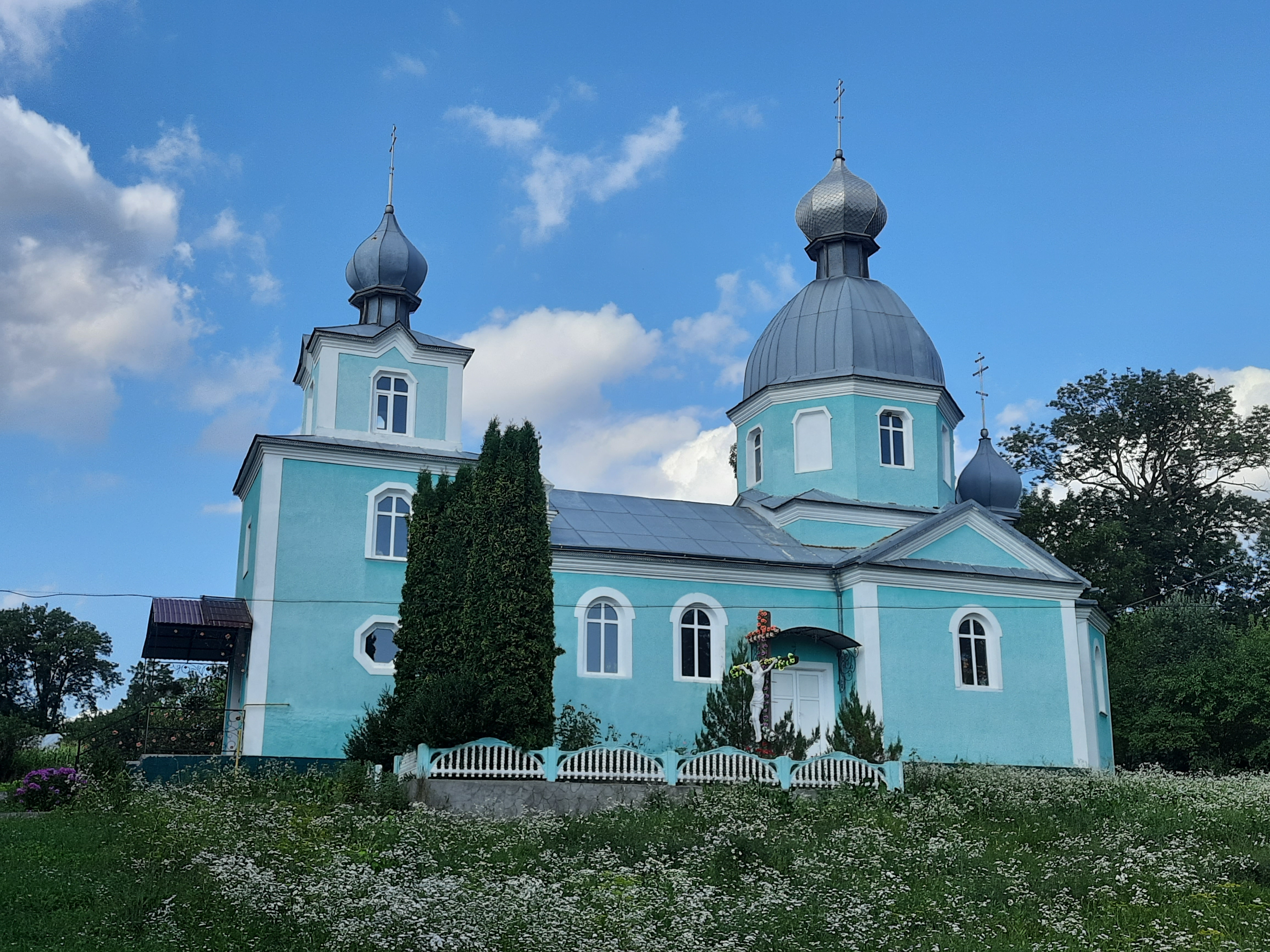
Хресто-Воздвиженська церква